# Рада Борић
Рада Борић (Загреб, 11. септембар 1951) хрватска је феминисткиња, активисткиња за права жена народна посланица, предавачица, научница, универзитетска наставница и политичарка.

## Биографија
Дипломирала је хрватски језик и књижевност и компаративну књижевност на Филозофском факултету у Загребу, гдје је завршила и постдипломске студије књижевности. Била је дугогодишња лекторка хрватског језика, књижевности и културе на Универзитету у Хелсинкију,   и предавачица културне историје Балкана на истом универзитету.  Такође је предавала у Сједињеним Државама на Универзитету Индијана. Ауторка је првог финско-хрватског и хрватско-финског речника ( 2007. ).  Послије много година у Финској, у Хелсинкију, вратила се у Загреб.
Била је извршна директорка Центра за женске студије. Према магазину Форбс, она је једна од седам најмоћнијих феминисткиња на свету. Од 1993. године ради са женама избјеглицама у Центру за жене жртве рата, а 1995. године једна је од оснивачица Центра за женске студије, гдје је држала курсеве о феминистичкој критици језика и разне пројекте. Ко-директорка је постдипломског семинара на ИУЦ- у у Дубровнику, Феминизми у транснационалној перспективи, и била је чланица Управног одбора Европског женског лобија.
Од 22. јула 2020. године је народна посланица у 10. сазиву Хрватског сабора, са мандатом у мировању од 15. септембра 2021. (замјеница саборске заступнице Ивана Кекин).

## Награде
- Витез Ордена Беле руже Финске, 2007.[3][4]
- Номинована за награду Амнести Интернешенал Гинета Саган[3]